# Studentlitteratur
Studentlitteratur AB är ett svenskt utbildningsförlag. I samverkan med företrädare för förskola, grundskola, gymnasium och vuxenutbildning, universitet och högskola samt yrkeslivet utvecklar företaget produkter som stödjer kunskaps- och kompetensuppbyggnad.
Företagets samlade utgivning omfattar över 3 500 titlar författade av 4 000 forskare och lärare.[källa behövs] Läromedel som integrerar böcker och digitala medier utgör en växande del av utgivningen.
Studentlitteraturkoncernen, som är familjeägd, omsätter drygt 380 miljoner kronor och har 150 anställda. VD är Stefan Persson.  Verksamheten grundades 1963, finns i Lund och företaget ingår i företagsgruppen Bratt International.